# Мустаката овесарка
Мустаката овесарка (Emberiza cioides) е вид птица от семейство Овесаркови (Emberizidae).

## Разпространение
Видът е разпространен в Китай, Казахстан, Киргизстан, Монголия, Русия, Северна Корея, Южна Корея и Япония.